# Sutura esfenocigomática
La sutura esfenocigomática es la sutura del cráneo entre el hueso esfenoides y el hueso cigomático.

## Imágenes adicionales
|                                                                            |
| Animación de la ubicación de dos huesos: Hueso esfenoides Hueso cigomático |

|                                                            |
| Sutura esfenocigomática (círculo azul), vista desde atrás. |

| |
| Sutura esfenocigomática en el centro, entre el hueso esfenoides, coloreado en amarillo, y el hueso cigomático, a su izquierda, coloreado en blanco.). |

|                             |
| Cabeza ósea. Vista lateral. |